# 中田和居
中田 和居（なかた よしおり、安政元年（1854年） - 没年不明）は、日本の医師、元島根県津和野町長。
安政元年、石見津和野亀井藩の低い士分の二男として生まれ、幼名を秀次郎、長じて和居と改名した。元は医師であったが、日露戦争時に町長となり、54歳で没した。医師としては著名であり、人々から信頼され、死後は「墓の水をいただくだけでも病気は治る」と言われたほどであった。また、「医は仁術」を実行し、その人柄より無理やり町長にさせられ、医業は放棄の状態となり、貧乏した。
町長時には、町の人々のため、町の発展のため尽力し、日露戦争後の功労で勲七等を授けられた。また、先を見越して近傍の山に植林をし、その後昭和の中頃になってから、往年の功績により町から表彰されている。（俳句雑誌『まはぎ』への三男・中田瑞穂の投稿記事『私の父』昭和35年8月より）。墓地は島根県津和野町の遍證寺にある。
三男・中田瑞穂は新潟大学名誉教授、日本の脳外科の先駆者で、その発展に尽くし、文化功労者、日本学士院会員。またホトトギス派の俳人でもある。

## 関連人物
- 中田秀作